# Sam Dutrey
Sam Dutrey (New Orleans, maart of mei 1909 - 27 augustus 1971) was een Amerikaanse jazz-saxofonist en -klarinettist.
Dutrey kwam uit een muzikale familie: zijn vader, Sam Dutrey, Sr. (1888-1941) speelde klarinet in onder meer de marching band van George McCullum en bij Papa Celestin. Zijn oom was de dixieland-trombonist Honoré Dutrey. Sam Dutrey jr. speelde met Isaiah Morgan en met Sidney Desvigne en John Robichaux (jaren dertig en veertig). In 1947 toerde hij met Freddy Kohlman. Hij heeft opnames gemaakt met Thomas Jefferson.
- International Standard Name Identifier: 0000 0001 2355 4119
- Library of Congress Control Number: no2011107317
- Virtual International Authority File: 173414213
- WorldCat: E39PBJfh8DXrqp6HDvc3xPHV4q